# TMEM138
TMEM138 (англ. Transmembrane protein 138) – білок, який кодується однойменним геном, розташованим у людей на короткому плечі 11-ї хромосоми. Довжина поліпептидного ланцюга білка становить 162 амінокислот, а молекулярна маса — 19 262.
| 10         |  | 20         |  | 30         |  | 40         |  | 50         |
| ---------- |  | ---------- |  | ---------- |  | ---------- |  | ---------- |
| MLQTSNYSLV |  | LSLQFLLLSY |  | DLFVNSFSEL |  | LQKTPVIQLV |  | LFIIQDIAVL |
| FNIIIIFLMF |  | FNTFVFQAGL |  | VNLLFHKFKG |  | TIILTAVYFA |  | LSISLHVWVM |
| NLRWKNSNSF |  | IWTDGLQMLF |  | VFQRLAAVLY |  | CYFYKRTAVR |  | LGDPHFYQDS |
| LWLRKEFMQV |  | RR         |  |            |  |            |  |            |

A: Аланін

C: Цистеїн

D: Аспарагінова кислота

E: Глутамінова кислота

F: Фенілаланін

G: Гліцин

H: Гістидин

I: Ізолейцин

K: Лізин

L: Лейцин

M: Метіонін

N: Аспарагін

P: Пролін

Q: Глутамін

R: Аргінін

S: Серин

T: Треонін

V: Валін

W: Триптофан

Задіяний у таких біологічних процесах, як біогенез та деградація війок, альтернативний сплайсинг. 
Локалізований у мембрані, клітинних відростках, війках.